# قائمة سفراء دولة فلسطين لدى النرويج
سفير دولة فلسطين لدى النرويج هو ممثل دولة فلسطين الرسمي لدى المملكة النرويجية. يقع مقر السفارة الفلسطينية في أوسلو. ويشغل منصب السفير حاليًا ماري أنطوانيت سيدن منذ 29 نوفمبر 2018.

## قائمة السفراء
| رئيس البعثة الدبلوماسية           | تاريخ الاعتماد الدبلوماسي | تاريخ الانتهاء | رئيس دولة فلسطين      | ملك النرويج  | ملاحظات |
| --------------------------------- | ------------------------- | -------------- | --------------------- | ------------ | --- |
| عمر صبري كتمتو                    |                           | أكتوبر 2005    | ياسر عرفات محمود عباس | هارلد الخامس | كان رئيسًا لبعثة منظمة التحرير الفلسطينية لدى النرويج وفي عام 1996 كُلف بمهام تمثيل السلطة الوطنية الفلسطينية لدى النرويج.كان سفيرًا لفلسطين لدى الدنمارك وسفيرًا غير مقيمًا لدى آيسلندا. |
| ياسر محمد يوسف النجار             | 2006                      | 2013           | محمود عباس            | هارلد الخامس | قدم أوراق اعتماده ممثلًا لفلسطين في عام 2011 بعدما رفعت النرويج مستوى التمثيل الدبلوماسي الفلسطيني لديها.                                                                             |
| مفيد محمد أحمد الشامي             | 7 أكتوبر 2013             | 2015           | محمود عباس            | هارلد الخامس | كان سفيرًا لدى البرتغال بين عامي 2010 و2013. |
| عمرو عبد الله عبد الهادي الحوراني | 14 مارس 2015              | 2018           | محمود عباس            | هارلد الخامس | كان رئيسًا لبعثة فلسطين لدى زيمبابوي. وشغل خلال توليه منصب سفير فلسطين لدى النرويج مهام سفير فلسطين غير المقيم لدى آيسلندا.                                                           |
| ماري أنطوانيت سيدن                | 29 نوفمبر 2018            | لا تزال        | محمود عباس            | هارلد الخامس | كانت سفيرةً لفلسطين لدى المجر، وتشغل منصب سفير دولة فلسطين غير المقيم لدى أيسلندا منذ عام 2019.                                                                                       |